# Петерсхофен, Фриделинде
Фриделинде Петерсхофен (род. 19 августа 1995 года, Ольденбург) — немецкая легкоатлетка, специализирующаяся в прыжках с шестом.

## Биография
Начала выступать в прыжках с шестом в 2008 году. Представляла спортивный клуб Ольденбурга, в настоящее время — СК Потсдам. Окончила Потсдамский университет. 
В 2017 году стала бронзовым призёром чемпионата Германии, на чемпионате Европы среди молодёжи в Быдгоще заняла 7 место, а на чемпионате мира в Лондоне была лишь 20-й в квалификации.
В 2018 году стала бронзовым призёром чемпионатов Германии в помещении и на открытом воздухе.

## Основные результаты
| Год  | Соревнования                    | Место проведения       | Место  | Результат |
| ---- | ------------------------------- | ---------------------- | ------ | --------- |
| 2017 | Чемпионат Европы среди молодёжи | Быдгощ, Польша         | 7      | 4,30 м    |
| 2017 | Чемпионат мира                  | Лондон, Великобритания | 20 (q) | 4,20 м    |